# 芳流閣

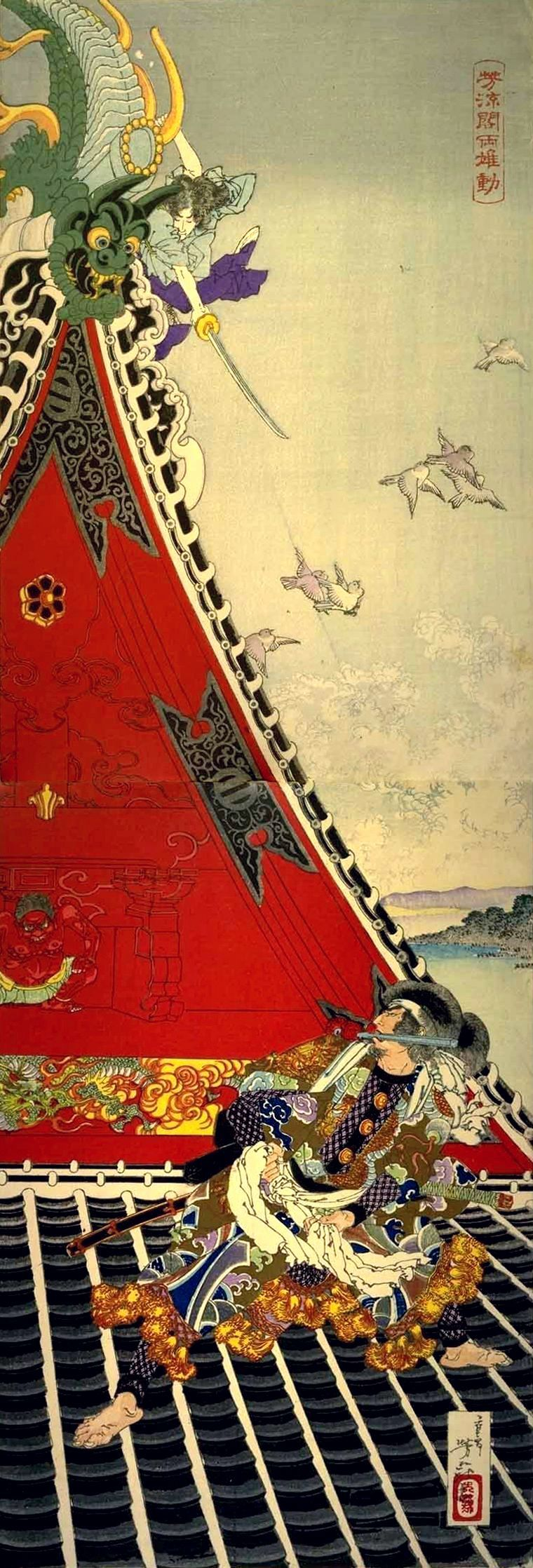
芳涼閣両雄動（月岡芳年画）

芳流閣（ほうりゅうかく）は、曲亭馬琴作の読本『南総里見八犬伝』に登場する架空の建築物。作中の滸我御所（史実の古河御所）内に、利根川に面して築かれた三層の物見櫓である。「滸我」（こが）は『八犬伝』原作における古河の表記。

## 芳流閣の決闘
作中の文明10年（1478年）6月、武蔵大塚村の郷士の子・犬塚信乃は、滸我公方・足利成氏に名刀村雨丸を献上するため滸我に赴く。この刀は鎌倉公方家に伝わる重宝で、結城合戦の際に近習・大塚匠作の手を経てその子・大塚番作に委ねられ、番作は死に際してこの刀を信乃に託したのだった。
しかし、信乃の滸我行きは伯母夫婦の罠であり、村雨丸は事前に伯父の手ですり替えられていた。滸我で村雨のすり替えに気づいた信乃は献上の場で弁明を試みたが、奸臣・横堀在村に遮られて聞き入れられず、敵の間者として公方家の武士たちに襲われる。逃れる信乃がたどり着いたのが芳流閣の屋根の上であった。刀を手にした信乃は捕手を寄せ付けなかったため、成氏は捕物の名人である犬飼見八（のち現八に改名）を獄舎から解き放って信乃を捕らえさせることにする。見八はもともと獄舎の長であったが、苛政に疑問を持ったため、職を解かれて収獄されていた。見八も、信乃とともに犬士の縁に連なる者である。
灼熱の芳流閣上で二人の犬士は相見え、捕り手としての本分を守る見八は十手で立ち向かう。ついで組み打ちとなり、二人は組み合ったまま屋根の上から利根川に繋がれた舟の上に転落する。そして物語の舞台は利根川の下流・下総行徳に移る。
義兄弟が互いを知らずに高楼の上で相戦うこのくだりは、『八犬伝』中屈指の名場面の一つとされてきた。『八犬伝』を舞台化した歌舞伎でも「芳流閣の場」は見せ場である。原作あるいは歌舞伎のこの場面に題材を取った浮世絵・錦絵も多く描かれている（歌川国芳「芳流閣の決闘」、月岡芳年「芳流閣両雄動」など）。現在も伝統的な祭りの山車の装飾にこの場面が使われることがある。
- 歌川国貞「芳流閣上図」
- 歌川国貞「教竜閣」（1852年）。歌舞伎の役者絵

## 「芳流閣」にまつわる事柄
梅に「芳流閣」という品種がある。

## 註
1. ↑  『八犬伝』の設定年代である室町時代後期、利根川は江戸湾に注いでいた。利根川東遷事業参照。